# Texina
Texina es un género de foraminífero bentónico considerado un sinónimo posterior de Neaguites de la subfamilia Neaguitinae, de la familia Miliolidae, de la superfamilia Milioloidea, del suborden Miliolina y del orden Miliolida. Su especie tipo era Texina ferayi. Su rango cronoestratigráfico abarcaba desde el Luteciense (Eoceno medio) hasta el Rupeliense (Oligoceno medio).

## Clasificación
Texina incluía a la siguiente especie:
- Texina ferayi †